# Nachbarinnen
Nachbarinnen ist ein deutsches Filmdrama von Francis Meletzky aus dem Jahr 2004.

## Handlung
Paketfahrerin Dora lebt allein in einem Fertighaus am Leipziger Stadtrand. Eines Tages steht die polnische Barkeeperin Jola vor der Tür, die meint, ihren Chef aus Versehen erschossen zu haben. Sie ist auf der Flucht vor der Polizei und bittet um Unterschlupf, den ihr Dora widerwillig gewährt. Im Laufe der Zeit freundet sich Dora mit Jola an. Als Dora erfährt, dass Jolas Chef nur leicht verletzt wurde, verheimlicht sie diese Tatsache aus Angst, wieder alleine leben zu müssen.

## Produktion und Veröffentlichung
Nachbarinnen ist eine Produktion der Eikon Media GmbH (Leipzig) und der Junifilm GmbH (Berlin). Der Film wurde vom 30. April 2003 bis zum 4. Juni 2003 in Leipzig gedreht.
Die Hauptrollen sind mit Dagmar Manzel und Grażyna Szapołowska besetzt. Für Kamerafrau Alexandra Czok, die zuvor nur einen Kurzfilm gedreht hatte, war es der erste Langfilm.
Die Premiere des Films fand am 27. Januar 2004 im Rahmen des Max Ophüls Festivals statt. Kinopremiere in Deutschland war am 28. April 2005.
Es handelt sich um den ersten Langspielfilm von Meletzky, der 2004 für den First Steps Award und 2005 für den New Faces Award als bester Debütfilm nominiert wurde.

## Rezeption
„Skizzenhaft entworfenes Kammerspiel mit einer präzise spielenden Hauptdarstellerin, das die Originalität des Drehbucheinfalls eher unzureichend umsetzt und im Ungefähren verharrt. Auch die Zeichnung der Charaktere ist nur bedingt gelungen.“